# The Virgin Tour
The Virgin Tour – pierwsza trasa koncertowa Madonny. Mimo iż Madonna była już wtedy gwiazdą światowego formatu, koncerty miały miejsce jedynie na terytorium Stanów Zjednoczonych, plus jeden koncert w Kanadzie. Tournée promowało dwa pierwsze albumy artystki, w szczególności wydany w tym samym roku Like a Virgin. Wejściówki na koncerty zaplanowane w większości dużych miast Ameryki rozchodziły się zazwyczaj w ciągu jednej godziny.

## Support
- Beastie Boys (wszystkie koncerty)
- Run-D.M.C. (wybrane koncerty)

## Setlista
1. „Dress You Up”
2. „Holiday”
3. „Into the Groove”
4. „Everybody”
5. „Angel”
6. „Gambler”
7. „Borderline”
8. „Lucky Star”
9. „Crazy for You”
10. „Over and Over"
11. „Burning Up”
12. „Like a Virgin” (elementy „Billie Jean”)
13. „Material Girl”

## Lista koncertów
| Mapa |
| --- |
| SeattlePortlandSan DiegoCosta MesaSan FranciscoLos AngelesTempeDallasHoustonAustinNowy OrleanTampaOrlandoHollywoodAtlantaClevelandCincinnatiChicagoSaint PaulTorontoDetroitPittsburghFiladelfiaHamptonColumbiaWorcesterNew HavenNowy Jork Miasta, które objęła trasa, na mapie Stanów Zjednoczonych. |

| Data             | Miasto        | Kraj              | Obiekt                          |
| ---------------- | ------------- | ----------------- | ------------------------------- |
| 10 kwietnia 1985 | Seattle       | Stany Zjednoczone | Paramount Teatr                 |
| 12 kwietnia 1985 | Seattle       | Stany Zjednoczone | Paramount Teatr                 |
| 13 kwietnia 1985 | Seattle       | Stany Zjednoczone | Paramount Teatr                 |
| 15 kwietnia 1985 | Portland      | Stany Zjednoczone | Arlene Schnitzer Concert Hall   |
| 16 kwietnia 1985 | Portland      | Stany Zjednoczone | Arlene Schnitzer Concert Hall   |
| 19 kwietnia 1985 | San Diego     | Stany Zjednoczone | SDSU Open Air Teatr             |
| 20 kwietnia 1985 | San Diego     | Stany Zjednoczone | SDSU Open Air Teatr             |
| 21 kwietnia 1985 | Costa Mesa    | Stany Zjednoczone | Pacific Amfiteatr               |
| 23 kwietnia 1985 | San Francisco | Stany Zjednoczone | Bill Graham Civic Audytorium    |
| 26 kwietnia 1985 | Los Angeles   | Stany Zjednoczone | Universal Amfiteatr             |
| 27 kwietnia 1985 | Los Angeles   | Stany Zjednoczone | Universal Amfiteatr             |
| 28 kwietnia 1985 | Los Angeles   | Stany Zjednoczone | Universal Amfiteatr             |
| 30 kwietnia 1985 | Tempe         | Stany Zjednoczone | ASU Activity Center             |
| 3 maja 1985      | Dallas        | Stany Zjednoczone | Dallas Convention Center        |
| 4 maja 1985      | Houston       | Stany Zjednoczone | Hofheinz Pavilion               |
| 5 maja 1985      | Austin        | Stany Zjednoczone | Frank Erwin Center              |
| 7 maja 1985      | Nowy Orlean   | Stany Zjednoczone | UNO Lakefront Arena             |
| 9 maja 1985      | Tampa         | Stany Zjednoczone | USF Sun Dome                    |
| 10 maja 1985     | Orlando       | Stany Zjednoczone | Orange County Convention Center |
| 11 maja 1985     | Miami         | Stany Zjednoczone | Hollywood Sportatorium          |
| 14 maja 1985     | Atlanta       | Stany Zjednoczone | Omni Koloseum                   |
| 16 maja 1985     | Cleveland     | Stany Zjednoczone | Public Audytorium               |
| 17 maja 1985     | Cincinnati    | Stany Zjednoczone | Cincinnati Gardens              |
| 18 maja 1985     | Chicago       | Stany Zjednoczone | UIC Pavilion                    |
| 20 maja 1985     | Chicago       | Stany Zjednoczone | UIC Pavilion                    |
| 21 maja 1985     | Saint Paul    | Stany Zjednoczone | Saint Paul Civic Center         |
| 23 maja 1985     | Toronto       | Kanada            | Maple Leaf Gardens              |
| 25 maja 1985     | Detroit       | Stany Zjednoczone | Cobo Arena                      |
| 26 maja 1985     | Detroit       | Stany Zjednoczone | Cobo Arena                      |
| 28 maja 1985     | Pittsburgh    | Stany Zjednoczone | Civic Arena                     |
| 29 maja 1985     | Filadelfia    | Stany Zjednoczone | Spectrum Arena                  |
| 30 maja 1985     | Hampton       | Stany Zjednoczone | Hampton Koloseum                |
| 1 czerwca 1985   | Columbia      | Stany Zjednoczone | Merriweather Post Pavilion      |
| 2 czerwca 1985   | Worcester     | Stany Zjednoczone | Worcester Centrum               |
| 3 czerwca 1985   | New Haven     | Stany Zjednoczone | New Haven Koloseum              |
| 6 czerwca 1985   | Nowy Jork     | Stany Zjednoczone | Radio City Music Hall           |
| 7 czerwca 1985   | Nowy Jork     | Stany Zjednoczone | Radio City Music Hall           |
| 8 czerwca 1985   | Nowy Jork     | Stany Zjednoczone | Radio City Music Hall           |
| 10 czerwca 1985  | Nowy Jork     | Stany Zjednoczone | Madison Square Garden           |
| 11 czerwca 1985  | Nowy Jork     | Stany Zjednoczone | Madison Square Garden           |

## Muzycy
- Keyboardy: Patrick Leonard, Billy Meyers
- Gitary: James Harrah, Paul Pesco
- Gitara basowa: Bill Lanphier
- Bębny: Jonathon Moffett
- Tancerze: Michael Perea, Lyndon B. Johnson

## Produkcja trasy
- Reżyser: Brad Jeffries
- Choreograf: Brad Jeffries
- Scenograf: Ian Knight
- Inżynier dźwięku: Dave Cob
- Menedżer Madonny: Freddy DeMann

## Ciekawostki
- Początkowo planowano także koncerty w Wielkiej Brytanii i Japonii, lecz nie doszły one do skutku.
- Sprzedaż biletów szła tak dobrze, że postanowiono przełożyć niektóre koncerty, tak by mogły się odbyć na większych obiektach.
- Wszystkie 17 672 bilety na koncerty w nowojorskim Radio City Music Hall wyprzedały się w rekordowym czasie 34 minut.
- Wiele fanek piosenkarki pojawiało się na koncertach w kompletnych strojach Madonna Wannabe, imitujących styl wczesny ubierania się Madonny.
- Na zakończenie show z głośników rozlegał się głos ojca Madonny, nakazujący jej kończyć zabawę i szybko wracać do domu. 25 maja 1985 podczas koncertu gwiazdy w rodzinnym Detroit, Silvio Ciccone pojawił się osobiście na scenie i zabrał Madonnę ze sobą. Zostało to uwiecznione na nagraniu koncertu zatutuaowanym Live - The Virgin Tour.
- Łącznie tournée przyniosło 17,8 milionów dolarów zysku[1].